# Ratolí campestre de Colòmbia
El ratolí campestre de Colòmbia (Akodon affinis) és una espècie de mamífer rosegador de la família dels cricètids. És endèmic de Colòmbia, on viu en zones muntanyoses a altituds d'entre 1.300 i 3.000 msnm.